# Dvořák Ice Rise
Der Dvořák Ice Rise ist eine Eiskuppel von 1,5 km Ausdehnung im Südwesten der Alexander-I.-Insel westlich der Antarktischen Halbinsel. Er ragt über die Eismassen im Mendelssohn Inlet hinaus.
Luftaufnahmen der Ronne Antarctic Research Expedition (1947–1948) dienten Derek John Hatherhill Searle (1928–2003) vom Falkland Islands Dependencies Survey für eine Kartierung. Das UK Antarctic Place-Names Committee benannte ihn 1961 nach dem tschechischen Komponisten Antonín Dvořák (1841–1904).